# إتش تي سي وان إم 9
إتش تي سي وان إم 9 (بالإنجليزية: HTC One M9) هو هاتف ذكي من إتش تي سي يعمل بنظام أندرويد، تم طرحه في الأسواق في 10 أبريل 2015.

## الخصائص
- نظام التشغيل: أندرويد
- الشاشة: إل سي دي 1920 × 1080
- الوزن: 157 غ (5.5 أونصة)
- المعالج: رباعي النواة
- الذاكرة: 3 جيجابايت
- التخزين: 32 جيجابايت

## وصلات خارجية
- الموقع الرسمي